# Isack Aloyce Kamwelwe
Isack Aloyce Kamwelwe (* 30. April 1956 in Kinyonga, Mlele) ist ein tansanischer Politiker der Chama Cha Mapinduzi (CCM), der zwischen 2017 und 2018 Minister für Wasser und Bewässerung sowie von 2018 bis 2020 Minister für öffentliche Arbeiten, Verkehr und Kommunikation war.

## Leben

### Studien und Straßenbauingenieur
Isack Aloyce Kamwelwe besuchte zwischen 1968 und 1975 die Ilunde Primary School und erwarb dort ein Certificate of Primary Education Examination (CPEE). Im Anschluss besuchte er von 1976 bis 1979 die Moshi technical Secondary School, die er mit einem Certificate of Secondary Education Examination (CSEE) beendete. Im Anschluss begann er 1980 ein Studium am Daressalam Technical College und schloss dieses 1984 mit einem Full Technician Certificate (FTC) ab. 1984 begann er seine berufliche Laufbahn im Ministerium für öffentliche Arbeiten als Techniker. Zwischenzeitlich absolvierte er zwischen 1988 und 1991 ein weiteres Studium am Daressalam Technical College und schloss dieses mit einem Advanced Diploma ab. 1992 wurde er Projektkoordinator im Ministerium für Infrastrukturentwicklung für das Makambako-Songea-Straßenbauprojekt sowie für das Kilwa-Nangurukuru-Straßenbauprojekt. Im Anschluss war er zwischen 2001 und 2007 Projektingenieur sowie Leitender Ingenieur im Ministerium für Infrastrukturentwicklung. Während dieser Zeit begann er 2005 ein postgraduales Studium an der University of Dar es Salaam und erwarb dort 2006 zunächst ein Diplom. 2007 wurde er Projektmanager bei der Nationalen Straßenagentur TANROADS (Tanzania National Roads Agency) und begann ein weiteres postgraduales Studium an der University of Dar es Salaam, welches er 2009 mit einem Master im Fach Ingenieurmanagement abschloss. Danach war er zwischen 2011 und 2015 Regionalmanager von TANROADS für die Region Katavi.

### Abgeordneter, Vizeminister und Minister
2015 wurde Isack Kamwelwe für die CCM erstmals Mitglied der Nationalversammlung, der sogenannten Bunge, und gehört dieser nach seiner Wiederwahl 2020 seither als Vertreter des Wahlkreises Katavi an.  Zu Beginn seiner Parlamentszugehörigkeit war er zwischen 2015 und 2018 Mitglied des Ausschusses für Landwirtschaft, Viehzucht und Wasser (Agriculture, Livestock and Water Committee).
Nachdem er von 2015 bis 2017 Vizeminister für Wasser und Bewässerung war, löste er Gerson Lwenge am 7. Oktober 2017 im ersten Kabinett von Staatspräsident John Magufuli als Minister für Wasser und Bewässerung (Minister of Water and Irrigation) ab. Er behielt diesen Posten bis zu einer Kabinettsumbildung am 1. Juli 2018 und wurde daraufhin von Makame Mbarawa abgelöst. Er selbst wiederum wurde im Rahmen dieser Kabinettsumbildung vom 1. Juli 2018 als Nachfolger von Makame Mbarawa neuer Minister für öffentliche Arbeiten, Verkehr und Kommunikation (Minister of Works, Transport and Communication). Er hatte dieses Ministeramt bis zum 16. Juni 2020 inne, woraufhin Leonard Chamuriho seine Nachfolge antrat. Während seiner Amtszeit als Verkehrsminister kam es am 28. August 2018 zum Wiederanflug von Air Tanzania zum Flughafen Entebbe in Uganda nach zehnjähriger Unterbrechung.